# 建鹽方言
建鹽方言屬於江淮官話洪巢片方言，通行於江蘇省鹽城市亭湖區、建湖縣、鹽都區、射陽縣黃沙港以南和大豐市斗龍港以北地區。

## 語音特點
建鹽方言音系有明顯的江淮官話洪巢片和通泰片的過渡地帶特徵，或認爲歷史上曾經是通泰方言的一部分。
- 聲母18個：

即：p、p'、m、f、t、t'、l、n、k、k'、x、ʦ、ʦ'、s、ʨ、ʨ'、ɕ、零聲母Ø。

除可分清n\l以外，其餘聲母皆與揚州話同。少數地點部分洪音開口字仍保留疑母ŋ，如：“眼”、“顔”、“牙”、“咬”等。

全濁上和全濁去字大約有1/5左右有送氣和不送氣文白兩讀，文讀去聲，白讀陰平，如：

並母：「病」——「病[pin]院」[文]/「發病[p'in]」[白]

定母：「動」——「動[tʊŋ]作」[文]/「不動[t'ʊŋ]」[白]

從母：「坐」——「連坐[tsʊ]」[文]/「坐[ts'ʋɯ]下」[白]

群母：「跪」——「跪拜[kuɪ]」[文]/「跪[k'uɪ]下」[白]

- 韻母48~57個：

建鹽方言具有咸山攝三分、保留入聲韻尾[ʔ]等江淮官話所具有的普遍韻母特徵。

就咸山攝三分而言，老派鹽城市區話中，“關”/“官”、“站”/“戰”不同音；新派受普通話影響，知章組先天韻除“扇”等大部分字已歸併寒山韻，也就是説后一組對立已經基本合流，但前一組仍嚴格保持區別。這一音變特徵也可以說是現代標準漢語推廣以來蘇北江淮官話產生的普遍性和特徵性的變化。

方言韻母系統如下所列：

（[ ]中韻母多存在於鹽都地區；( )中韻母屬於建湖地區）

| 開口呼 | 齊齒呼   | 合口呼 | 撮口呼  | 備註                          |
| 支ɿ    | 衣ji     | 無ʋɯ   | 魚jy    | 元音均有擦化，寬式寫作ɿ\i\u\y |
| 歌ʊ    |          |        |         |                               |
| 麻ɑ    | 蝦iɑ     | 蛙uɑ   | [靴yɑ]  | 鹽都多為前元音a               |
| 買ɛ    | 界(文)iɛ | 外uɛ   | [帥yɛ]  |                               |
| 杯ɪ    | 姐iɪ     | 碎uɪ   | [睡yɪ]  |                               |
| 豪ɔ    | 曉iɔ     |        |         |                               |
| 侯ɤɯ   | 尤iɤɯ    |        |         |                               |
| 山ɛ~   | 奸iɛ~    | 關uɛ~  | [刪yɛ~] |                               |
| 歡ʊ~   |          |        | 全yʊ~   |                               |
| 邊ɪ~   | 先iɪ~    |        |         |                               |
| 痕ən   | 殷in     | 魂uən  | [吮yən] |                               |
| 唐ɑ~   | 陽iɑ~    | 王uɑ~  | [爽yɑ~] | 鹽都多為前元音a或æ            |
| 東ʊŋ   | 傾iʊŋ    |        |         |                               |
| 八æʔ   | 甲iæʔ    | 滑uæʔ  | [刷yæʔ] | 部分地區不分iæʔ/iaʔ           |
| 合ʊʔ   |          |        | 月yʊʔ   |                               |
| 鼻ɪʔ   | 結iɪʔ    |        | (役yɪʔ) |                               |
| 不əʔ   | 喫iəʔ    | 骨uəʔ  | [術yəʔ] |                               |
| 鐸aʔ   | 藥iaʔ    | 霍uaʔ  | [嗍yaʔ] |                               |
| 屋ɔʔ   | 菊iɔʔ    |        |         |                               |
| 我ŋ    |          |        |         | 特殊聲化韻                    |
- 聲調5個：

陰平： 31

陽平： 213

上聲： 554(建湖、亭湖)、443(鹽都)

去聲： 35

入聲： 5(建湖、亭湖)、4(鹽都)

其中，與通泰方言北部類似，濁上和濁去字部分都有去聲[文]與陰平[白]兩讀。

## 内部差異
建鹽方言按照語音特點來劃分可以分為兩部分：一是建湖方言、二是亭湖、鹽都方言。兩者的區別主要在於以下幾點：

1、陰陽聲韻之間有無交叉關係：

在亭湖、鹽都境内的部分地區，讀音“姐”≈“剪”、“端”≈“多”等等，或陽歸陰鼻化失落(秦南鎮話)，或陰歸陽附上鼻化(市區話)；而但在建湖方言裏沒有這種交叉關係。
2、古全濁聲母有無送氣讀法：

如在亭湖、鹽都方言中，“病”亦音“拚”、“跪”亦音“虧”等等，而在建湖方言中較少有這種送氣念法。
3、次濁上和次濁去有無陰平念法：

在亭湖、鹽都方言中，“夢”、“樣”、“飯”等字讀陰平，而在建湖則讀去聲。
4、“桔”/“橘”之分(即有無韻母[yɪʔ])：

老派建湖方言可以區分這兩個字，而亭湖、鹽都方言卻不可以。

建湖方言比亭湖、鹽都方言多出的一個入聲韻母，即：“[yɪʔ] ：橘孑屈掘倔恤戍蟀役疫”，即入聲韻收喉收舌部合口細音。亭湖、鹽都則將此韻母合併入[yʊʔ]韻母，故“桔”=“橘”。

★ 亭湖同鹽都方言之間亦存在少許差異：
1、亭湖方言ɑ元音向後移動，近於ɒ；而鹽都方言ɑ元音則前高化，到a，甚至至於æ。

2、鹽都方言的通泰片底層比亭湖方言更加濃厚。

近年來人口遷徙頻繁，兩者之間語音差距有逐漸縮小的趨勢。

## 方言底層
建鹽方言在歷史上曾經是通泰方言的一部分。後在元朝之後的幾輪的華北化浪潮中逐漸蛻變成淮揚方言。時至今日，這種變化仍在進行當中。殘餘的通泰特點在慢慢消失殆盡。就建鹽方言内部而言，越往東南方向，類似通泰方言的特點就多；越向西北方向，通泰方言的特點就越模糊。
- 通泰底層特徵主要表現為以下幾點：

1、古全濁聲母的送氣讀法：

例如：在鹽城市區話中，“病”亦音“拚”、“跪”亦音“虧”等等。

1960年出版的《江苏省和上海市方言概况》中，鹽城9組例字中有2組是全濁送氣，即並母的“病”和定母的“稻”。到如今，並母送氣在鹽城還有一定的影響力。而定母送氣“稻”綫已經南移到大岡鎮一帶了。也就是説：定母全濁送氣綫用了不到50年的時間從鹽城市區移動到大岡鎮。這種變化雖然緩慢，但卻是無法忽視的。
2、古濁去念作陰平：

例如：“飯”、“夢”等古濁去聲字被念作陰平聲。這一特徵最爲普遍。但是，新派受到普通話的影響，念去聲的正成百倍增加。
3、假攝麻韻開口三等念作[ia]或[a]：

例如：在鹽都南部鄉鎮，“邪”讀作[ʨ'ia]，“借”讀作[ʨia]等等。

建鹽北部則依照淮揚方言把“邪”讀作[ɕiɪ]，“借”讀作[ʨiɪ]。

4、談韻喉牙音及覃韻主元音為ʊ，歸入桓韻：

例如：“看車子”的“看”讀[k'ʊ~]；“安逸”的“安”讀[ʊ~]等。

5、知章組在合口呼前念作[ʨ]、[ʨ']、[ɕ]：

例如：“水”讀作[ɕyɪ]，“爽”讀如[ɕya~]。北部地區讀[ts]、[ts']、[s]者逐漸佔優。

## 方言語法
- 方言過去、完成、現在時態的標誌與現代漢語普通話有差異：

| 時態   | 標誌   | 建鹽方言     | 普通話                                           |
| 現在時 | V住O   | 他吃住飯呢。 | 他正在吃飯呢。                                   |
| 過去時 | V了O了 | 他吃了飯了。 | 他吃過飯了。                                     |
| 完成時 | OV得了 | 他飯吃得了。 | 他吃过饭了或他饭已经吃过了（有刚刚吃过的意思）。 |
但對於以下兩類動詞，不存在過去式和完成式的對立：
1、“來、去”之類表示動作趨向的。即不存在“來得了”這樣的用法。
2、“騎、搭、乘”之類表示行進方式的動詞。即衹有“騎了”，而不存在“騎得了”的說法。
- 方言使用“要”、“挨”、“叫”、“讓”等虛詞表示被動態，而不用“被字句”。

| 普通話         | 建鹽方言                                                         |
| 小明被他打了。 | 小明要他一打。\小明挨他一打。\小明叫他一打。\小明讓[iɑ~]他一打。 |

## 鏈接
- 江淮官話
- 淮劇